# NGC 141
NGC 141 es una galaxia espiral localizada en la constelación de Piscis. Fue descubierta por Albert Marth el 29 de agosto de 1864, está a unos 525 millones de años luz de distancia y tiene aproximadamente 100 000 años luz de diámetro.